# Лестерский университет
Лестерский университет или Университе́т Ле́стера (англ. University of Leicester) — государственный исследовательский университет в городе Лестер (Англия). Основной кампус находится к югу от центра города, рядом с парком Виктория. Известен открытием генетической дактилоскопии и нахождением останков короля Ричарда III.
Университет зарекомендовал себя как ведущий исследовательский университет и был назван университетом года в 2008 году журналом Times Higher Education. Университет Лестера является единственным университетом, получавшим премию Times Higher Education семь лет подряд. В 2016 году университет занял 24-е место в рейтинге The Complete University Guide и 32-е в рейтинге The Guardian. В рейтинге REF 2014 Университет Лестера занял 49-е место среди 126 университетов. В 2012 году QS World University Rankings разместил Лестер на восьмом месте в Великобритании по индексу цитирования.

## История
Университет был основан как Университетский колледж Лестершира и Ратленда в 1921 году. Земля для университета была подарена местным производителем текстиля Томасом Филдингом Джонсоном, чтобы создать живой памятник для тех, кто потерял жизнь в Первой мировой войне. Это нашло своё отражение в девизе университета Ut Vitam Habeant — «чтобы имели жизнь».
В 1921 году состоялся первый набор в колледж. В 1927 году, когда колледж стал Университетским колледжем Лестера, студенты сдавали экзамены для получения диплома Лондонского университета экстерном. В 1957 году колледж получил королевскую грамоту о статусе университета с правом выдавать собственные дипломы. В 1963 году Университет Лестера выиграл первую в истории телеигру University Challenge.

## Структура
С 2009 года школы и факультеты университета организованы в четыре колледжа:
- Колледж искусств, гуманитарных наук и права
- Колледж медицины, биологических наук и психологии
- Колледж науки и инженерии
- Колледж социальных наук